# 金剛英華
金剛 英華（こんごう えいか、1963年7月13日 ‐ ）は、日本のニュースキャスター。福岡県出身。筑紫女学園高等学校、福岡大学卒業。スタッフ東京に所属。

## 今まで出演していたテレビ番組
国内での出演番組
| 期間          | 期間          | 番組名                         | 役職                                                       |
| ------------- | ------------- | ------------------------------ | ---------------------------------------------------------- |
| 1990年4月2日  | 1990年9月28日 | FNN朝駆け第一報!（フジテレビ） | お天気キャスター                                           |
| 1990年10月1日 | 1991年4月5日  | FNN朝駆け第一報!（フジテレビ） | 司会                                                       |
| 1992年4月     | 1993年9月     | JNNニュースコール（TBSテレビ） | 平日担当キャスター ※番組登板から半年、月・火曜日は出演せず |

海外での出演番組
- 「あなたにオンタイム」ニューヨーク経済情報（TBS）1993～1994
- 「BS23」プライムタイムニュース（NHKBS-1）1996.4～1997.3
- 「おはよう世界」（NHKBS-1）1997.4～1999.3

| スタブアイコン | サブスタブ | この項目は、まだ閲覧者の調べものの参照としては役立たない、人物に関連した書きかけの項目です。この項目を加筆・訂正などしてくださる協力者を求めています（P:人物伝/PJ:人物伝）。 |